# Dragomilići (Foča-Ustikolina, BiH)
Dragomilići je naseljeno mjesto dio kojeg se nalazi u općini Foči-Ustikolini, Federacija BiH, BiH. 
Prije rata bili su dio općine Kalinovika.

## Stanovništvo
| Narod     | Popis 1961. | Popis 1971. | Popis 1981. | Popis 1991. |
| --------- | ----------- | ----------- | ----------- | ----------- |
| Hrvati    |             |             |             |             |
| Muslimani | 100         | 94          | 70          | 25          |
| Srbi      | 45          | 22          | 18          | 9           |
| ostali    | 2           |             |             |             |
| Ukupno    | 147         | 116         | 88          | 34          |